# Кубок Беларуси по футболу 2021/2022
Кубок Беларуси по футболу 2021/2022 годов — 31-й розыгрыш ежегодного клубного турнира, второго по значимости в стране. Финал Кубка состоялся 21 мая 2023 года на стадионе «Динамо» в Минске. Обладателем трофея в 3-й раз стал ФК «Гомель», обыгравший борисовский БАТЭ со счётом 2:1.

## Формат
Турнир стартовал с предварительного раунда. В этом, а также в 2-х квалификационных раундах и в 1/16 финала хозяином поля являлась команда, которая выступала в лиге, низшей по рангу. Если встречались команды одной лиги, то хозяин поля определялся в результате жеребьёвки.
Матчи до стадии 1/8 финала включительно проводились в 2021 году, 1/4 финала и далее — в 2022 году. Финал Кубка состоял из одного матча и проводился на нейтральном поле.
Обладатель Кубка автоматически участвовал в розыгрыше Лиги конференций 2022/23 со 2-го квалификационного раунда.

## Представительство команд
| Раунд                      | Оставшиеся команды | Участвовало команд | Победители из предыдущего раунда | Новые участники в этом раунде | Лиги, участвовавшие в этом раунде     | Игровые дни по расписанию |
| -------------------------- | ------------------ | ------------------ | -------------------------------- | ----------------------------- | ------------------------------------- | ------------------------- |
| Предварительный раунд      | 102                | 70                 | 0                                | 70                            | Вторая Лига, Областные чемпионаты     | 8-9 мая 2021 года         |
| 1-й квалификационный раунд | 67                 | 40                 | 35                               | 5                             | Вторая Лига                           | 22-23 мая 2021 года       |
| 2-й квалификационный раунд | 47                 | 30                 | 20                               | 10                            | Первая Лига, Вторая Лига              | 29-30 мая 2021 года       |
| 1/16 финала                | 32                 | 32                 | 15                               | 17                            | Высшая Лига, Первая Лига, Вторая Лига | 22-23 июня 2021 года      |
| 1/8 финала                 | 16                 | 16                 | 16                               | нет                           | Высшая Лига, Первая Лига              | 7-8 августа 2021 года     |
| 1/4 финала                 | 8                  | 8                  | 8                                | нет                           | Высшая Лига                           | весна 2022 года           |
| 1/2 финала                 | 4                  | 4                  | 4                                | нет                           | Высшая Лига                           | 2022 год                  |
| Финал                      | 2                  | 2                  | 2                                | нет                           | Высшая Лига                           | 2022 год                  |

## Участники
| Высшая Лига (Д1) (все 16 клубов) | Первая Лига (Д2) (11 клубов) | Вторая Лига (Д3) (74 клубa) | Вторая Лига (Д3) (74 клубa) | Вторая Лига (Д3) (74 клубa) | Вторая Лига (Д3) (74 клубa) | Вторая Лига (Д3) (74 клубa) | КФК (1 клуб)        |
| - БАТЭ (Борисов) - ФК Витебск - ФК Гомель - Динамо-Брест - Динамо (Минск) - Ислочь (Минский район) - ФК Минск - Неман (Гродно) - Рух (Брест) - Славия-Мозырь - ФК Слуцк - ФК Сморгонь - Спутник (Речица) - Торпедо-БелАЗ (Жодино) - Шахтёр (Солигорск) - Энергетик-БГУ (Минск) | - Арсенал (Дзержинск) - ФК Барановичи - Белшина (Бобруйск) - Волна (Пинск) - Днепр-Могилёв - Крумкачи (Минск) - ФК Лида - Локомотив (Гомель) - Нафтан (Новополоцк) - ФК Орша - Слоним-2017 | - АвиаДор (Орша) - Атлант (Кобрин) - БГУ (Минск) - Белая Русь (Дятлово) - ФК Березино - Брестжилстрой - Бумпром (Гомель) - Вертикаль (Калинковичи) - Виктория (Марьина Горка) - Газовик (Витебск) - Гайна (Борисов) - ФК Глубокое - ФК Горки - Городокские львы | - Гранит (Микашевичи) - ФК Дрогичин - ДЮСШ (Столин) - Евроэкспорт (Высокое) - Единство (Дзержинск) - ЖКХ (Гродно) - ФК Жлобин - ФК Иваново - ФК Ивацевичи - ФК Клецк - Колос (Червень) - ФК Копыль - ФК Костюковичи - ФК Краснополье | - Кречет (Берёза) - Кронон (Столбцы) - Крупки-ДРСУ-164 - ФК Лепель - Лесхоз (Гомель) - ФК Лунинец - ФК Любань - Макслайн (Рогачев) - ФК Малорита - ФК Миоры - МНПЗ (Мозырь) - Молодечно-2018 - Монтажник (Мозырь) - ФК Мосты - Надежда (Барановичский район) - ФК Несвиж | - Нива (Долбизно) - Нива (Толочин) - Новая Припять (Ольшаны) - ФК Осиповичи - ФК Островец - Партизан (Солигорск) - Полоцк-2019 - ФК Поставы - Продцентр (Витебск) - ФК Пружаны - ФК Светлогорск - ФК Свислочь - ФК Сенно - Слоним-Сити - Смена (Волковыск) | - СМИавтотранс (Смолевичи) - ФК Смолевичи - Спартак (Шклов) - ФК Старые Дороги - Стэнлес (Пинск) - ФК Узда - Фалько (Дзержинский район) - ФСК Гродненский (Скидель) - ФСК Ошмяны - Цементник (Красносельский) - Чайка (Зельва) - ФК Чашники - ФК Щучин - Энергетик-БГАТУ (Минск) - Юность (Дрогичин) | - Урожайная (Минск) |

## Предварительный раунд
31-й розыгрыш Кубка стартовал ещё до окончания предыдущего турнира.
Жеребьёвка предварительного раунда прошла 28 апреля 2021 года.
На этой стадии приняли участие:
- 1 клуб КФК;
- 69 клубов Второй лиги (Д3).

Матчи состоялись 8-9 мая 2021 года.
| Хозяева                        | Счёт           | Гости                              |
| ------------------------------ | -------------- | ---------------------------------- |
| ДЮСШ (Столин) (Д3)             | 3:0 (т.п.)     | Надежда (Барановичский район) (Д3) |
| ФК Малорита (Д3)               | 8:0            | Евроэкспорт (Высокое) (Д3)         |
| Лесхоз (Гомель) (Д3)           | 4:3 (д.в.)     | Вертикаль (Калинковичи) (Д3)       |
| ФК Горки (Д3)                  | 1:0            | ФК Краснополье (Д3)                |
| Гранит (Микашевичи) (Д3)       | 1:4            | Стэнлес (Пинск) (Д3)               |
| ФК Дрогичин (Д3)               | 0:1            | Кречет (Берёза) (Д3)               |
| Городокские львы (Д3)          | 7:0            | ФК Чашники (Д3)                    |
| ФК Миоры (Д3)                  | 0:3            | ФК Лепель (Д3)                     |
| ФК Сенно (Д3)                  | 4:2            | Полоцк-2019 (Д3)                   |
| Монтажник (Мозырь) (Д3)        | 2:1            | Бумпром (Гомель) (Д3)              |
| Молодечно-2018 (Д3)            | 5:0            | Колос (Червень) (Д3)               |
| Крупки-ДРСУ-164 (Д3)           | 2:1            | Единство (Дзержинск) (Д3)          |
| Вилия (Вилейка) (Д3)           | 0:5            | ФК Смолевичи (Д3)                  |
| ФК Копыль (Д3)                 | 0:0 (пен. 3:1) | Виктория (Марьина Горка) (Д3)      |
| ФК Ивацевичи (Д3)              | 3:0            | ФК Иваново (Д3)                    |
| ФК Жлобин (Д3)                 | 2:2 (пен. 4:5) | ФК Светлогорск (Д3)                |
| ФК Березино (Д3)               | 0:4            | Фалько (Дзержинский район) (Д3)    |
| ФК Любань (Д3)                 | 2:5            | ФК Клецк (Д3)                      |
| ФСК Гродненский (Скидель) (Д3) | 1:0 (д.в.)     | Чайка (Зельва) (Д3)                |
| ФСК Ошмяны (Д3)                | 1:0            | Смена (Волковыск) (Д3)             |
| Брестжилстрой (Д3)             | 2:0            | Нива (Долбизно) (Д3)               |
| БГУ (Минск) (Д3)               | 3:0            | Спартак (Слуцк) (Д3)               |
| ФК Старые Дороги (Д3)          | 5:3 (д.в.)     | ФК Несвиж (Д3)                     |
| Продцентр (Витебск) (Д3)       | 0:2            | Газовик (Витебск) (Д3)             |
| Энергетик-БГАТУ (Минск) (Д3)   | 0:2            | Партизан (Солигорск) (Д3)          |
| ФК Лунинец (Д3)                | 5:2            | Новая Припять (Ольшаны) (Д3)       |
| Нива (Толочин) (Д3)            | 3:1 (д.в.)     | АвиаДор (Орша) (Д3)                |
| Атлант (Кобрин) (Д3)           | 5:1            | ФК Пружаны (Д3)                    |
| ФК Поставы (Д3)                | 2:1            | ФК Глубокое (Д3)                   |
| ФК Островец (Д3)               | 11:0           | Слоним-Сити (Д3)                   |
| Белая Русь (Дятлово) (Д3)      | 1:1 (пен. 0:3) | ФК Мосты (Д3)                      |
| ФК Свислочь (Д3)               | 0:5            | ЖКХ (Гродно) (Д3)                  |
| Макслайн (Рогачев) (Д3)        | 6:0            | МНПЗ (Мозырь) (Д3)                 |
| ФК Щучин (Д3)                  | 1:2            | Цементник (Красносельский) (Д3)    |
| ФК Узда (Д3)                   | 4:2            | Урожайная (Минск) (КФК)            |

## 1-й квалификационный раунд
Жеребьёвка 1-го квалификационного раунда прошла 12 мая 2021 года.
На этой стадии приняли участие:
- 35 победителей предварительного раунда;
- 5 клубов Второй Лиги (Д3).

Матчи состоялись 22-23 мая 2021 года.
| Хозяева                         | Счёт       | Гости                           |
| ------------------------------- | ---------- | ------------------------------- |
| ФК Малорита (Д3)                | 4:2 (д.в.) | Брестжилстрой (Д3)              |
| Атлант (Кобрин) (Д3)            | 3:2        | Кречет (Берёза) (Д3)            |
| ДЮСШ (Столин) (Д3)              | 2:8        | ФК Ивацевичи (Д3)               |
| Стэнлес (Пинск) (Д3)            | 5:0        | ФК Лунинец (Д3)                 |
| ФК Поставы (Д3)                 | 0:1        | Газовик (Витебск) (Д3)          |
| ФК Лепель (Д3)                  | 3:1 (д.в.) | Нива (Толочин) (Д3)             |
| Городокские львы (Д3)           | 0:1 (д.в.) | ФК Сенно (Д3)                   |
| Лесхоз (Гомель) (Д3)            | 4:1        | Монтажник (Мозырь) (Д3)         |
| ФК Светлогорск (Д3)             | 1:3        | Макслайн (Рогачёв) (Д3)         |
| ФСК Ошмяны (Д3)                 | 1:2 (д.в.) | ФСК Гродненский (Скидель) (Д3)  |
| ФК Мосты (Д3)                   | 3:5 (д.в.) | Цементник (Красносельский) (Д3) |
| ЖКХ (Гродно) (Д3)               | 0:2        | ФК Островец (Д3)                |
| Спартак (Шклов) (Д3)            | 1:2 (д.в.) | ФК Костюковичи (Д3)             |
| ФК Осиповичи (Д3)               | 2:1        | ФК Горки (Д3)                   |
| СМИавтотранс (Смолевичи) (Д3)   | 1:3        | ФК Смолевичи (Д3)               |
| ФК Узда (Д3)                    | 5:1        | Крупки-ДРСУ-164 (Д3)            |
| Фалько (Дзержинский район) (Д3) | 2:7        | Молодечно-2018 (Д3)             |
| ФК Клецк (Д3)                   | 0:3        | Кронон (Столбцы) (Д3)           |
| ФК Копыль (Д3)                  | 2:1        | БГУ (Минск) (Д3)                |
| Партизан (Солигорск) (Д3)       | 5:1        | ФК Старые дороги (Д3)           |

## 2-й квалификационный раунд
Жеребьёвка 2-го квалификационного раунда прошла 24 мая 2021 года.
На этой стадии приняли участие:
- 20 победителей 1-го квалификационного раунда;
- 10 клубов Первой Лиги (Д2).

Петриковский «Шахтёр» не участвовал в Кубке, так как являлся фарм-клубом солигорского «Шахтёра».
Встреча «Лесхоз» (Гомель) — ФК «Узда» прошла 16 июня, а остальные матчи состоялись 29-30 мая 2021 года.
| Хозяева                         | Счёт           | Гости                     |
| ------------------------------- | -------------- | ------------------------- |
| Стэнлес (Пинск) (Д3)            | 3:2            | Слоним-2017 (Д2)          |
| ФК Островец (Д3)                | 1:1 (пен. 1:4) | ФК Барановичи (Д2)        |
| ФК Ивацевичи (Д3)               | 0:5            | Арсенал (Дзержинск) (Д2)  |
| Макслайн (Рогачёв) (Д3)         | 2:4 (д.в.)     | Волна (Пинск) (Д2)        |
| ФК Осиповичи (Д3)               | 1:2            | Молодечно-2018 (Д3)       |
| ФСК Гродненский (Скидель) (Д3)  | 1:6            | ФК Лида (Д2)              |
| Кронон (Столбцы) (Д3)           | 1:4            | Днепр-Могилёв (Д2)        |
| ФК Копыль (Д3)                  | 0:4            | ФК Орша (Д2)              |
| Газовик (Витебск) (Д3)          | 1:8            | Нафтан (Новополоцк) (Д2)  |
| Атлант (Кобрин) (Д3)            | 0:3            | Белшина (Бобруйск) (Д2)   |
| ФК Сенно (Д3)                   | 1:6            | Локомотив (Гомель) (Д2)   |
| ФК Малорита (Д3)                | 11:0           | ФК Костюковичи (Д3)       |
| ФК Лепель (Д3)                  | 0:1            | ФК Смолевичи (Д3)         |
| Цементник (Красносельский) (Д3) | 0:3            | Партизан (Солигорск) (Д3) |
| Лесхоз (Гомель) (Д3)            | 1:1 (пен. 2:4) | ФК Узда (Д3)              |

## 1/16 финала
На этой стадии приняли участие:
- 15 победителей 2-го отборочного раунда;
- 1 клуб Первой Лиги (Д2) (минские «Крумкачи» стартовали с 1/16 финала, так как на тот момент лидировали в Первой лиге[2]);
- 16 клубов Высшей Лиги (Д1).

Матчи состоялись 22-23 июня 2021 года, матчи «Стэнлес» (Пинск) — «Торпедо-БелАЗ» (Жодино) и «Нафтан» (Новополоцк) — «Динамо-Брест» — 10 июля, матч ФК «Узда» — «Шахтёр» (Солигорск) — 19 июля.
| Хозяева                   | Счёт           | Гости                  |
| ------------------------- | -------------- | ---------------------- |
| Днепр-Могилёв (Д2)        | 2:1            | ФК Минск               |
| Арсенал (Дзержинск) (Д2)  | 2:1            | ФК Сморгонь            |
| Молодечно-2018 (Д3)       | 0:4            | Энергетик-БГУ (Минск)  |
| ФК Орша (Д2)              | 2:6            | ФК Гомель              |
| Волна (Пинск) (Д2)        | 0:1            | Славия-Мозырь          |
| ФК Барановичи (Д2)        | 1:6            | БАТЭ (Борисов)         |
| Крумкачи (Минск) (Д2)     | 1:1 (пен. 4:5) | Неман (Гродно)         |
| Партизан (Солигорск) (Д3) | 2:2 (пен. 1:3) | Спутник (Речица)       |
| ФК Лида (Д2)              | 0:3            | Динамо (Минск)         |
| ФК Смолевичи (Д3)         | 1:3            | ФК Витебск             |
| Локомотив (Гомель) (Д2)   | 3:3 (пен. 4:2) | Ислочь (Минский район) |
| ФК Малорита (Д3)          | 1:2            | ФК Слуцк               |
| Белшина (Бобруйск)        | 1:3            | Рух (Брест)            |
| Нафтан (Новополоцк) (Д2)  | 2:2 (пен. 4:5) | Динамо-Брест           |
| Стэнлес (Пинск) (Д3)      | 0:2            | Торпедо-БелАЗ (Жодино) |
| ФК Узда (Д3)              | 0:3            | Шахтёр (Солигорск)     |

## 1/8 финала
Жеребьёвка 1/8 финала прошла 13 июля 2021 года.
Матчи состоялись 7-9 августа 2021 года.
| Хозяева                | Счёт           | Гости                    |
| ---------------------- | -------------- | ------------------------ |
| Спутник (Речица)       | 0:3 (т.п.)     | Днепр-Могилёв (Д2)       |
| Энергетик-БГУ (Минск)  | 0:4            | Неман (Гродно)           |
| ФК Слуцк               | 0:4            | Динамо (Минск)           |
| ФК Витебск             | 0:0 (пен. 5:4) | Арсенал (Дзержинск) (Д2) |
| Славия-Мозырь          | 1:2            | БАТЭ (Борисов)           |
| Торпедо-БелАЗ (Жодино) | 0:0 (пен. 5:4) | Локомотив (Гомель) (Д2)  |
| Динамо-Брест           | 2:0            | Рух (Брест)              |
| Шахтёр (Солигорск)     | 1:2 (д.в.)     | ФК Гомель                |

## 1/4 финала
Жеребьёвка 1/4 финала прошла 13 августа 2021 года. На этом этапе сильнейшие определялись по итогам двухматчевого противостояния.
Матчи состоялись с 6 по 13 марта 2022 года.
| Команда 1      | Счёт | Команда 2              | Первый матч | Ответный матч |
| -------------- | ---- | ---------------------- | ----------- | ------------- |
| Динамо (Минск) | 2:4  | ФК Гомель              | 1:1         | 1:3           |
| ФК Витебск     | 2:1  | Динамо-Брест           | 2:0         | 0:1           |
| Неман (Гродно) | 3:0  | Днепр-Могилёв          | 3:0         | 0:0           |
| БАТЭ (Борисов) | 2:1  | Торпедо-БелАЗ (Жодино) | 1:1         | 1:0           |

## 1/2 финала
На этом этапе сильнейшие определялись по итогам двухматчевого противостояния.
Матчи состоялись 6, 7 и 27 апреля 2022 года.
| Команда 1      | Счёт | Команда 2      | Первый матч | Ответный матч |
| -------------- | ---- | -------------- | ----------- | ------------- |
| ФК Гомель      | 2:1  | ФК Витебск     | 2:0         | 0:1           |
| Неман (Гродно) | 2:3  | БАТЭ (Борисов) | 2:1         | 0:2           |

## Финал
| БАТЭ (Борисов)   | 1:2 | ФК Гомель                           |
| ---------------- | --- | ----------------------------------- |
| Я. Филипович 21′ |     | 62′ (авт.) Бордачёв · 67′ Матвейчик |

| Обладатель Кубка Беларуси 2021/22 |
| --------------------------------- |
| ФК Гомель Третий кубок            |